# 乔治·沃尔科夫
乔治·迈克尔·沃尔科夫，OC MBE FRSC（英語：George Michael Volkoff，1914年2月23日—2000年4月24日），加拿大物理学家，他与罗伯特·奥本海默共同预言了中子星的存在。